# Monument als jueus assassinats d'Europa

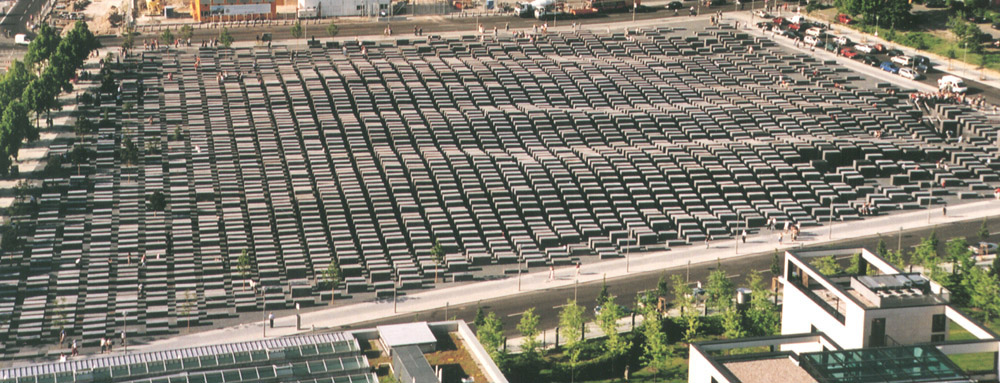
Vista aèria del monument

El Monument als jueus assassinats d'Europa (en alemany Denkmal für die ermordeten Juden Europas), també conegut com a Holocaust-Mahnmal o Monument de l'Holocaust, és un monument que recorda a Berlín als jueus víctimes de l'Holocaust.

## Construcció
Va ser dissenyat per l'arquitecte Peter Eisenman i l'enginyer Buro Happold. Es tracta d'un camp inclinat de 19.000 metres quadrats cobert per una reixeta quadriculada en la qual estan situades 2.711 esteles o lloses de formigó. Aquestes lloses tenen unes dimensions de 2,38 m de llargària i 0,95 m d'amplària. La seua alçada varia des dels 0,2 m als 4,7 m. Estan organitzades en fileres, 54 d'elles de nord a sud i 87 d'est a oest, amb angles rectes però lleugerament tort. D'acord amb el projecte de Eisenman, les esteles estan dissenyades per produir una atmosfera incòmoda i confusa, i tot el monument busca representar un sistema suposadament ordenat que ha perdut contacte amb la raó humana. Amb tot, en un fullet turístic oficial editat en 2005 per la Fundació del Monument, s'afirma que el disseny representa una aproximació radical al concepte tradicional de monument funerari, en part perquè Eisenman no usa cap tipus de simbolisme. Un subterrani annex denominat Ort der Information (punt d'informació) conté els noms de totes les víctimes jueves de l'holocaust conegudes, dades obtingudes del museu israelià Yad Vashem.
La construcció del monument es va iniciar l'1 d'abril de 2003 i va ser acabat el 15 de desembre de 2004. Va ser inaugurat el 10 de maig de 2005 i es va obrir al públic el 12 de maig del mateix any. Està situat una illa al sud de la Porta de Brandenburg, en el suburbi berlinés de Friedrichstadt, i al costat d'on hi va estar el Reichspraesidentenpalais, la residència dels presidents de l'era Weimar. El cost de la construcció se situa al voltant dels 25 milions d'euros.

## Context
El 1933, amb l'ascens del partit nacionalsocialista liderat per Hitler al govern alemany, s'inicià una política antisemita que culminà amb el genocidi del poble jueu durant els anys de la Segona Guerra Mundial. Conegut amb el nom d'Holocaust, l'extermini del poble jueu prengué forma en la reunió celebrada a Wannsee el 20 de gener de 1942, on s'aprovà la "Solució final", que consistí en l'eliminació física de la població jueva internada en diferents camps d'extermini (Auschwitz-Birkenau, Chelmno, Belzec, Sobibor, etc.).